# Magistralni put M5 (Montenegro)
Der Magistralni put M5 ist eine Nationalstraße in Montenegro, die von Bijelo Polje nach Südosten bis zur Grenze zu Serbien führt. Die Länge der Straße beträgt 77,7 Kilometer.
Der M5 ersetzt seit der Neunummerierung der montenegrinischen Hauptstraßen im Jahr 2016 den auf die frühere jugoslawische Nummerierung zurückgehenden Nordostabschnitt des Magistralni put M2 in dieser Region. Er umfasst damit einen Teil der Europastraßen E 65 und E 80.

## Verlauf
Der M5 führt auf der Trasse des ehemaligen M2 von Ribarevina in zunächst südöstlicher und später östlicher Richtung über Berane und Rožaje zum Grenzübergang Dračenovac nach Serbien.